# عزیزترینم
عزیزترینم (کره‌ای: 연인) یک مجموعهٔ تلویزیونی کره جنوبی با بازی نام گونگ مین، آن اون جین، لی هاک جو، لی دا این و کیم یون وو است. این مجموعه از ۴ اوت ۲۰۲۳، روزهای جمعه و شنبه ساعت ۲۱:۵۰ (کی‌اس‌تی) از ام‌بی‌سی پخش شد. این مجموعه همچنین برای استریم در ویکی در مناطق منتخب در دسترس است. عزیزترینم به دو پارت تقسیم شده‌است: پارت ۱ در ۴ اوت ۲۰۲۳ و پارت ۲ در ۱۳ اکتبر ۲۰۲۳ پخش شد.

## خلاصه داستان
این مجموعه در دوره تهاجم چینگ به چوسان واقع شده‌است و داستان عشق میان یک زن نجیب‌زاده و مردی مرموز را روایت می‌کند.

## بازیگران

### اصلی
- نام گونگ مین در نقش لی جانگ هیون[۱۰]
- آن اون جین در نقش یو گیل چه[۲][۱۰]
- لی هاک جو در نقش نام یون جون[۱]
- لی دا این در نقش کیونگ اون ئه[۴]
- کیم یون وو در نقش ریانگ اوم[۱۱]
- لی چونگ آه در نقش گاک هوا[۱۲]

## تولید
جلسه فیلمنامه خوانی گروه بازیگران در دسامبر ۲۰۲۲ انجام شد.